# Marie Brand und der überwundene Tod
Marie Brand und der überwundene Tod ist die 30. Episode der Krimiserie Marie Brand. Der Fernsehfilm mit Mariele Millowitsch in der Titelrolle und Hinnerk Schönemann als Kriminalhauptkommissar Jürgen Simmel wurde am 2. Februar 2022 im ZDF erstausgestrahlt. Online war die Folge eine Woche vorab abrufbar.

## Handlung
Auf dem Gelände einer Klinik wird der leitende Anästhesist Raimund Weirath leblos aufgefunden. Da man versucht hat ihn zu reanimieren und sogleich in den Schockraum gebracht hat, sind am Tatort sämtliche Spuren vernichtet, als Kommissarin Marie Brand und ihr Kollege Jürgen Simmel eintreffen. Über Zeugenaussagen versuchen sie Anhaltspunkte zum Täter zu bekommen. So wurde ein Mann gesehen, der eilig das Gelände verlassen hatte, die Beschreibung ist allerdings sehr vage.
In der Klinik trifft Marie Brand auf einen persönlichen Bekannten, Dr. Florian Groth. Er macht sie sogleich auf einen aktuellen Krankenfall aufmerksam, für den die Angehörigen der betroffenen Patientin Weirath verantwortlichen machen: Jessica Krämer, Tochter des ehemaligen Profiboxers Joe Krämer, wurde gerade für hirntot erklärt, nachdem sie nach einer verunglückten Vollnarkose ins Koma gefallen war. Krämer litt an einer Blutgerinnungsstörung, von der vorher niemand wusste. Ihr Vater, der zurzeit eine Haftstrafe verbüßen muss, war offensichtlich zur Tatzeit in der Klinik, da er sich im Offenen Vollzug befindet. Die Zeugenbeschreibung trifft auf Joe Krämer zu und so wird nach ihm gesucht. Zeugin Mathilda Fassbender, die gemeinsam mit ihrem Vater eine Malerfirma betreibt und zurzeit in der Klinik arbeitet, berichtet von einem Streit Weiraths mit Krankenschwester Hilli. Aber auch Dr. Florian Groth lag mit Weirath im Streit und wird jetzt, nach seinem Tod, den Chefposten übernehmen. Die Ermittler gehen dem nach, aber für eine Mordmotiv erscheinen diese Streitereien nicht ausreichend.
Joe Krämer stellt sich derweil freiwillig bei der Polizei. Er räumt ein, auf Weirath vor Wut eingeschlagen zu haben, nachdem der ihn über den hoffnungslosen Zustand seiner Tochter, den Weirath seiner Meinung nach verursacht hatte, informiert und dann auch noch um die Freigabe ihrer Organe bitten wollte. Er hätte ihm auf dem Parkplatz nur einen leichten Schlag „verpasst“ und er wäre gegen sein Auto gefallen. Brand hält es für möglich, dass Weirath danach bis in den Park gegangen ist und dort erst zusammenbrach, so wäre das zwar kein direkter Mord, aber zumindest Körperverletzung mit Todesfolge. Die Obduktion ergibt allerdings eine Fremdeinwirkung auf die Atmungsorgane, somit muss jemand Weirath, als er womöglich am Boden lag, gewaltsam erstickt haben. Die Gerichtsmedizinerin kann getrocknete Farbpartikel in der Luftröhre nachweisen. Brand hat bereits zu Beginn der Ermittlungen, ein auffallendes Interesse von Mathilda Fassbender am Schicksal von Jessica Krämer bemerkt. Als sich Brand mit dem Familienhintergrund beschäftigt, wird auch ein Motiv erkennbar: Mathildas Bruder musste nach einem schweren Unfall ebenfalls für hirntot erklärt werden. Zur Organentnahme wurde er in Weirath's Klinik gebracht und zum Abschied war ihre Mutter der Meinung, Tobias hätte ihre Hand gedrückt, Weirath tat dies als normalen Reflex ab, was ihre Mutter bis heute nicht verarbeitet hat. Mathilda hatte das alles ebenso mitgenommen und fühlte sich von ihr nicht mehr wahrgenommen. Mit Weirath's Tod hoffte sie ihre Mutter für sich zurückzugewinnen.

## Hintergrund
Der Film wurde von der Warner Bros. International Television Production (Eyeworks) produziert und vom 8. April bis zum 10. Mai 2021 in Köln und Umgebung gedreht.
Als Soundtrack sind folgende Titel zu hören:
- Jim Wolfe: „Born To Be A Cowboy“
- Element of Crime: „I Long For You“
- Antonello Venditti: „Sotto il Segno dei Pesci“

## Rezeption

### Einschaltquote
Die Erstausstrahlung von Marie Brand und der überwundene Tod am 2. Februar 2022 wurde in Deutschland von 9,03 Millionen Zuschauern gesehen und erreichte einen Marktanteil von 30,3 Prozent für das ZDF.

### Kritiken
Tilmann P. Gangloff urteilte für tittelbach.tv: „Das Zusammenspiel von Mariele Millowitsch und Hinnerk Schönemann wirkt mittlerweile viel zu routiniert, um noch für Überraschungen sorgen zu können. Der dreißigste gemeinsame Film zeigt ein weiteres Manko: Das Krimidrama ‚Marie Brand und der überwundene Tod‘ erzählt eine durchaus interessante Geschichte, in der zwei Familien ein vergleichbares Trauma bewältigen müssen, aber die gut besetzten Nebenfiguren kommen viel zu kurz, um Anteilnahme zu wecken.“ „Dabei ist die Handlung durchaus facettenreich, zumal die Autorin einen Weg gefunden hat, das Thema Organtransplantation mal ganz anders zu erzählen.“
Bei Prisma.de schrieb Wilfried Geldner: „Tragik und Humor sind bekanntlich die Bausteine der Kölner ZDF-Reihe, die auch von den unterschiedlichen Charakteren der beiden Hauptfiguren lebt. Das konnte zwischendurch schon mal zur Schablone erstarren: Hier die umsichtige, schlaue Chefin – dort ihr etwas schlicht geratener Büttel. Jetzt wird ein kleines Jubiläum gefeiert, mit ‚Marie Brand und der überwundene Tod‘ steht der 30. Film an. Und diesmal stimmt die Mechanik, Millowitsch und Schönemann finden die Balance beim noch immer heiklen ‚Thema‘ Organtransplantation und bei der Frage: Wie hilflos gehen Betroffene noch immer damit um?“
Oliver Armknecht von film-rezensionen.de meinte: „‚Marie Brand und der überwundene Tod‘ mag zwar die Jubiläumsausgabe des Dauerbrenners sein. Ein Grund zur Freude ist der Krimi aber nicht. Fans müssen auf den typischen Humor verzichten, wenn die Geschichte um einen getöteten Anästhesisten deutlich ernster ist als gewohnt. Der Fall an sich funktioniert auch nicht so wirklich.“
Die goldenekamera.de wertete: „Auf der einen Seite wirkt ‚Marie Brand und der überwundene Tod‘ angesichts unbeholfener Flirtversuche, kurioser Verfolgungen und mancher Situationskomik etwas albern, andererseits kann einem dieser Jubiläumsfall aber auch schwer zusetzen.“ „Brand und Semmler sind dabei mehr als nur ein eingespieltes Paar. Wir dürfen gespannt sein, was die beiden in den nächsten 30 Fällen noch an Kontroversen erleben dürfen.“